# 高橋篤史 (アナウンサー)
高橋 篤史（たかはし あつし、1980年8月 - ）は、NHKのアナウンサー。

## 人物
徳島県三好市（旧三好郡池田町）出身。徳島県立池田高等学校を経て、日本大学法学部を卒業後、2004年（平成16年）に入局。
趣味は落語鑑賞。また初任地の金沢放送局では、地上デジタル放送推進大使でも、『地デジ落語』務めた。
2018年4月に東京アナウンス室へ異動。
2020年4月から高知放送局で勤務、2023年4月に20年目にして初めて地元徳島放送局へ異動し、2024年8月より、吉岡大輔 の後任としてアナウンス副部長を務める。

## 担当番組・業務
☆は担当中。

### 金沢放送局時代（2004年度 - 2007年度）
- 石川県のニュース・中継・リポート
- ニュースいしかわ845
- デジタル百万石（キャスター代行など）
- たべもの新世紀『故郷の森からの贈り物 ブルーベリー〜石川県能登町』（2005年9月25日）

### 釧路放送局時代（2008年度 - 2011年度）
- 北海道道東のニュース・中継・リポート
- まるごとニュース北海道釧路
- ネットワークニュース北海道釧路
- 2011年3月の東北地方太平洋沖地震（東日本大震災）では、福島放送局に応援で派遣され、災害情報を中心にローカルニュースを担当した。
- 着信御礼!ケータイ大喜利（2011年7月24日）[注釈 1]
- 北スペシャル『いくぞ〜!北の出会い旅』（主に道東地区担当）
- ことばおじさんのナットク日本語塾
  - 『風状に置けぬ』（2009年1月7日）
  - 『御の字』（2010年1月5日）
  - アナウンサーの方言スペシャル（2010年3月20日）
- もぎたて!北海道（リポーター）
- 生中継ふるさと一番!
  - 『シリーズ知床大自然で野生動物を探せ!〜北海道斜里町〜』（2010年6月14日）
  - 『シリーズ知床 今年も大漁を!海の祭り〜北海道斜里町〜』（2010年6月15日）
  - 『シリーズ知床 浜の母ちゃんの絶品春ホッケ〜北海道羅臼町〜』（2010年6月16日）
  - 『シリーズ知床 大自然に抱かれた暮らし〜北海道羅臼町〜』（2010年6月17日）
- あさイチ『JAPAなび 北海道浜中町』（2011年8月4日）
- 民謡をたずねて『北海道・標津町』（2011年9月17日）
- ひるブラ
  - 『満腹!北海道の大自然が育む秋の味〜北海道釧路市阿寒湖〜』
  - 『北の大地は魚の宝庫〜北海道標津町〜』（2011年10月26日）
  - 『リクエストひるブラ特選!グルメ・ベストテン』（2012年1月10日）
- NHKジャーナル（2012年4月3日）
- 産地発!たべもの一直線『北海道標津町発 さけ節』（2011年12月18日）
- 釧路発ラジオ深夜便（2012年6月23日・アンカー）

### 仙台放送局時代（2012年度 - 2014年度）
- ウィークエンド東北（キャスター：2014年4月 - 2015年3月）
- 宮城県・東北地方のニュース
- ニュースてれまさ845
- NHKジャーナル（2012年10月9日、2013年4月9日、2014年7月22日）
- ひるブラ
  - 『三陸の海を市場で体感!〜宮城県塩竈市』（2012年10月22日）
  - 『縁結び!平家ゆかりの門前町〜宮城県仙台市』（2012年10月23日』
  - 『復活!みやぎの小京都で蔵めぐり〜宮城県村田町』（2012年10月24日）
  - 『特選歩いてみたい!暮らしが息づく街』（2013年3月26日）
  - 『粋!伊達の小京都〜宮城県大崎市 岩出山〜』（2013年11月11日）
  - 『ぬくもり 東北商人の街〜宮城県栗原市　若柳〜』（2013年11月12日）
- ラジオ特集『震災30か月 父と母へのメッセージ』〜親を亡くした若者たちの軌跡』（2013年9月11日）
- うまいッ!
  - 『肉厚ふわふわ!アナゴ〜宮城県・石巻市〜』（2013年9月22日）
  - 『復活!伝統の味 焼きハゼ〜宮城・石巻市〜』（2014年12月28日）
- あさイチ『JAPAなび 宮城・女川』（2014年10月22日）
- 高専ロボコン2014『東北地区大会』（2014年12月12日）
- 北国からのコンサート2015（2015年3月22日）

### 秋田放送局時代（2015年度 - 2017年度）
- ニュースこまち（キャスター：2015年3月30日 - 2018年3月16日）
- 秋田県のニュース・中継・リポート
- 秋田大曲・全国花火競技大会2015（司会・2015年8月22日）
- 秋田大曲・全国花火競技大会2016（司会・2016年8月27日）
- 秋田大曲・全国花火競技大会2017（司会・2017年8月26日）
- ろーかる直送便『心からでないとできない』（2016年1月29日）
- Nスペ5min廃炉への道2016『核燃料デブリ 迫られる決断』（2016年5月28日）
- うまいッ!『ツルンとしたのどごし じゅんさい〜秋田県・三種町〜』（2016年5月29日）
- あさイチ（2016年10月31日、2017年9月21日）
- インタビューここから『シンガーソングライター高橋優』（2017年11月3日）

### 東京アナウンス室時代（2018年度 - 2019年度）
- ニュースウオッチ9（フィールドリポーター：2018年4月2日 - 2020年3月27日）
- 首都圏ニュース845（木曜キャスター：2018年4月5日 - 2019年3月28日）
- ニュース・気象情報（不定期）
- ニュース645（不定期）
- ラジオニュース（不定期）
- 秋田大曲　全国花火競技大会2019（司会・2019年8月31日）

### 高知放送局時代（2020年度 - 2022年度）
- こうちいちばん（キャスター：2020年3月30日 - 2023年3月31日）
- 高知県のニュース

### 徳島放送局時代（2023年度 - ）
- ☆徳島県のニュース
- ☆とく6徳島（藤原陸遊のキャスター代行、編集責任者）
- ひるどき四国・徳島（編集責任者）
- ☆あわとく（編集責任者）
- ☆あわ☆メロR（編集責任者）
- ☆とくしまニュース845（不定期）
- ☆アナウンスグループ統括（2024年8月から）
- ☆徳島放送局制作番組の編集責任者（2024年8月から）
- ☆緊急報道（徳島放送局発）